# Silla Aeron

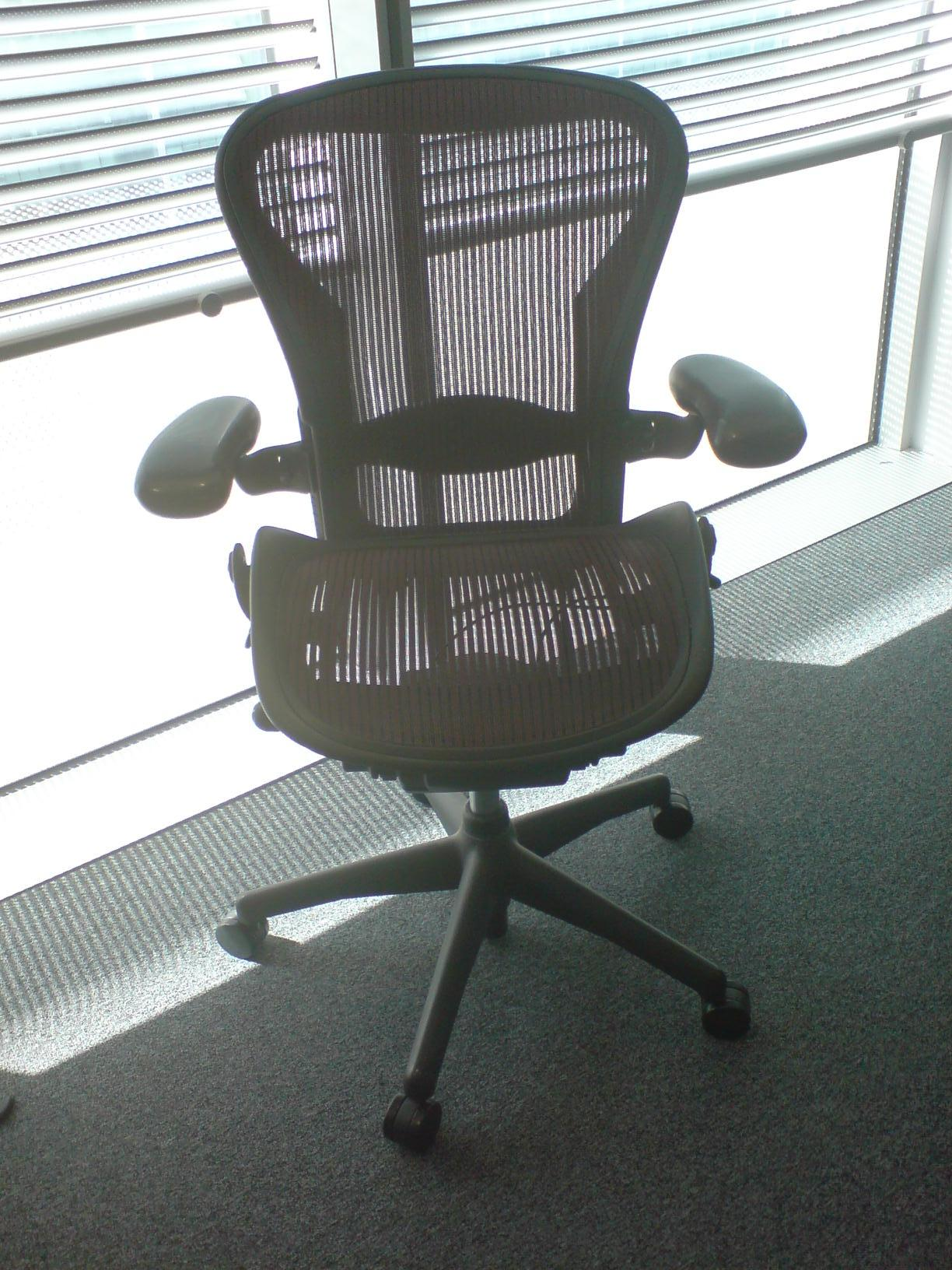
Aeron Chair

La silla Aeron es un mobiliario diseñado por Don Chadwick y Bill Stumpf en 1994 para la empresa Herman Miller. Se trata de una silla de oficina ergonómica con una amplia gama de ajustes. Su diseño se ha ganado un lugar en la colección permanente del Museo de Arte Moderno de Nueva York
Aproximadamente dos tercios de la silla Aeron está compuesta a partir de materiales reciclados, y prácticamente toda la silla entera -alrededor de un 94%- es reciclable. El sitio Herman Miller Ecoscorecard Archivado el 25 de febrero de 2014 en Wayback Machine. muestra en qué porcentaje los materiales de manufacturación de esta silla ayuda a la protección del medio ambiente.
En abril de 2010, la revista BusinessWeek publicó un artículo que pone en duda las reales ventajas ergonómicas de la silla.